# 環南綜合市場
臺北市公有環南市場，簡稱環南市場，是一座位在臺北市的公有傳統市場。

## 周邊
- 貴陽街
- 艋舺大道
- 萬大路
- 水源路